# كايلي (دائرة انتخابية في المملكة المتحدة)
كايلي (بالإنجليزية: Keighley)‏ هي إحدى الدوائر الانتخابية في المملكة المتحدة الممثلة في مجلس العموم في برلمان المملكة المتحدة.
عضو البرلمان الذي يمثلها حالياً هو :Mrs Ann Cryer (Lab).